# Alfredo Furriol
Nicacio Fermín Alfredo Furriol (Montevideo, Uruguay, 11 de octubre de 1869 - Montevideo, Uruguay, 16 de mayo de 1945) fue un magistrado uruguayo, quien se desempeñó como Fiscal de Corte entre 1929 y 1939. Fue asimismo electo miembro del Consejo Nacional de Administración por el Partido Colorado en 1922, pero renunció a asumir el cargo.

## Primeros años
Nació en Montevideo el 11 de octubre de 1869, hijo de Miguel Furriol y de Mercedes Moulia. Fue bautizado el 2 de junio de 1871 en la Parroquia de San Francisco de Asís.
Cursó estudios en la Facultad de Derecho de la Universidad Mayor de la República, donde se graduó como bachiller en 1893 y como doctor en Jurisprudencia en 1896.Su tesis de graduación se tituló "Ensayo sociológico: nuestra nacionalidad".

## Fiscal en el interior
En 1896 inició su carrera como Fiscal en Treinta y Tres.
En julio de 1897 fue trasladado al entonces departamento de Minas (hoy Lavalleja).

## Juez Letrado en el interior
En agosto de 1899 dejó la Fiscalía por el Poder Judicial al ser nombrado Juez Letrado de Treinta y Tres.
En 1904 fue trasladado al Juzgado Letrado de Minas.

## Juez Letrado en la capital
En julio de 1906 fue ascendido a cumplir funciones en Montevideo, inicialmente como Juez Letrado de Instrucción de Segundo Turno.
En diciembre de 1907 fue nombrado Juez Letrado en lo Civil de Segundo Turno.

## Tribunal de Apelaciones
En junio de 1912 recibió un nuevo ascenso al ser nombrado ministro del Tribunal de Apelaciones de Segundo Turno,en reemplazo de Victoriano Martínez que había sido nombrado Fiscal de Corte. 
Integró dicho tribunal durante casi diecisiete años.

## Elección al Consejo Nacional de Administración y renuncia al cargo
En las elecciones del 26 de noviembre de 1922 Furriol -sin renunciar a su cargo en la magistratura- ocupó el segundo lugar en la lista de candidatos al Consejo Nacional de Administración por el Partido Colorado, después de Julio María Sosa. Dicho partido obtuvo 122.311 votos contra 117.895 del Partido Nacional,resultando por ende electos Consejeros Nacionales para el período 1923-1929 Sosa y Furriol por la mayoría y Carlos María Morales por la minoría blanca.
Sin embargo, se había acordado internmente en el Partido Colorado que si la votación del sector batllista -al que representaba Furriol- no superaba la suma total de votos del Partido Nacional, el mismo dejaría el puesto a su suplente Federico Fleurquin, colorado neutral designado por riveristas y radicales.Habiéndose cumplido dicha condición, Furriol presentó renuncia al cargo de Consejero,asumiendo como tal Fleurquin.

## Fiscal de Corte
Al renunciar Victoriano Martínez a la Fiscalía de Corte en marzo de 1929 por haber pasado a integrar el Consejo Nacional de Administración, dicho cuerpo propuso a Furriol como su reemplazante.
Concedida la venia respectiva por la Cámara de Senadores,el 2 de abril de 1929 fue nombrado Fiscal de Corte.
Conforme a la norma legal de su creación (artículo 10 de la ley 3.246 del año 1907) el Fiscal de Corte duraría en el cargo "todo el tiempo de su buena comportación" y el único límite era el impuesto a todos los fiscales en el artículo 36 por alcanzar los 70 años. 
Furriol ocupó dicho cargo durante poco más de diez años, cesando en el mismo en octubre de 1939 al llegar a dicho límite de edad,acogiéndose a la jubilación.
Fue reemplazado como Fiscal de Corte por Melitón Romero. 

## Otras actividades
En 1933 fue designado Presidente de una Comisión encargada de redactar un Código de lo Contencioso Administrativo.
Fue miembro de la Comisión Directiva del Ateneo de Montevideo y del Consejo Directivo de la Facultad de Derecho de la Universidad de la República.
Posteriormente a su retiro de la magistratura integró una Comisión de reforma constitucional.

## Vida personal. Fallecimiento
Alfredo Furriol falleció en Montevideo el 16 de mayo de 1945, a los 75 años de edad.
Estaba casado con Josefa Lago, quien luego de su muerte hizo entrega de su biblioteca a la Facultad de Derecho.
Su esposa le sobrevivió 16 años y falleció en setiembre de 1961.